# Dongfeng Succe
Dongfeng Succe (帅客) или Dongfeng Yumsun — компактвэн производства Dongfeng и Nissan.

## Описание
Изначально Dongfeng Succe был выпущен на платформе Nissan Serena (C24), но с полным изменением внешнего вида. По состоянию на 2018 год цены варьировались от 68800 до 91800 юаней.

Начиная с 2013 года, Dongfeng Succe продавался в Индонезии компанией Xarrina Motor Indonesia под названием ZNA Succe.

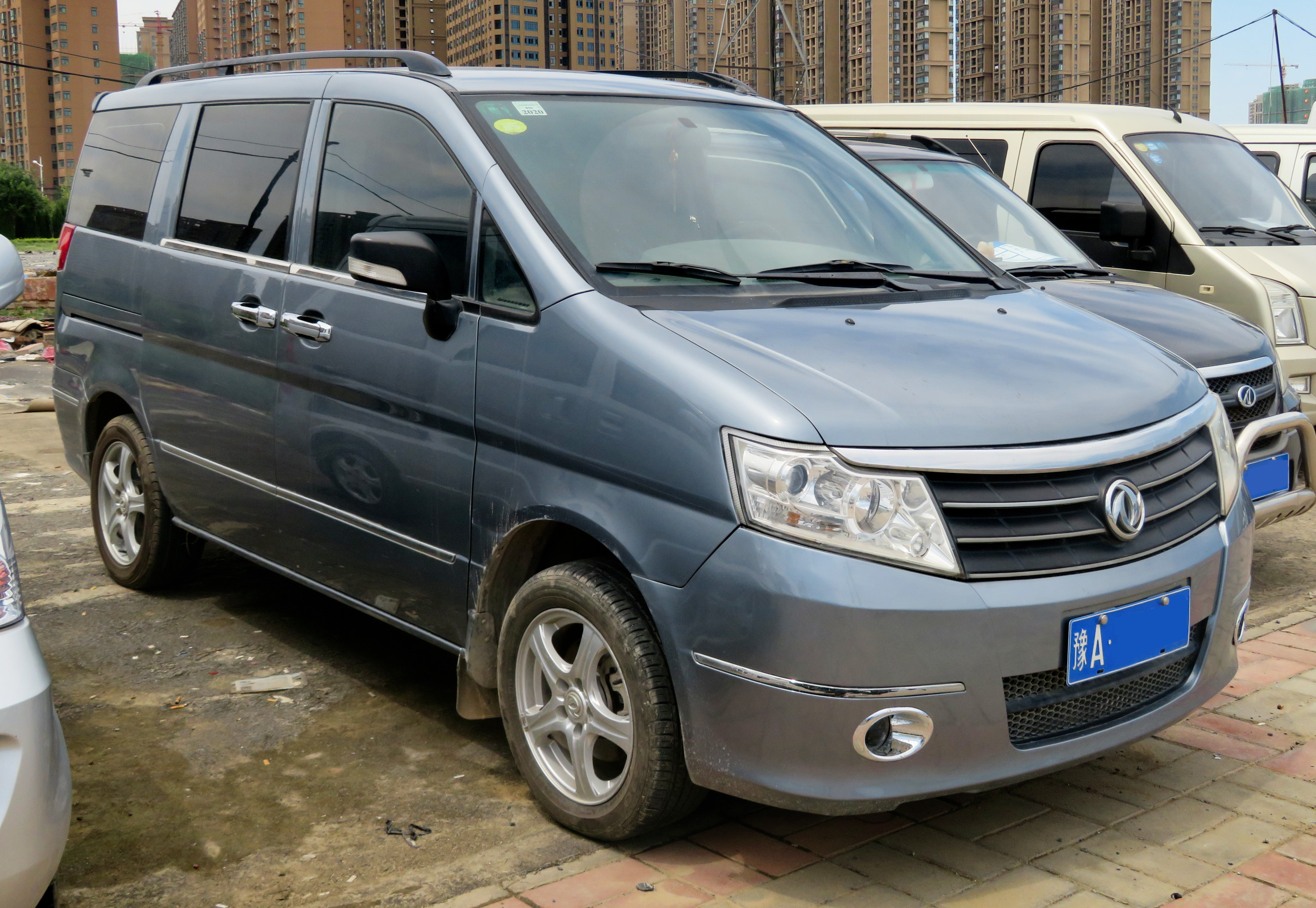
Вид спереди
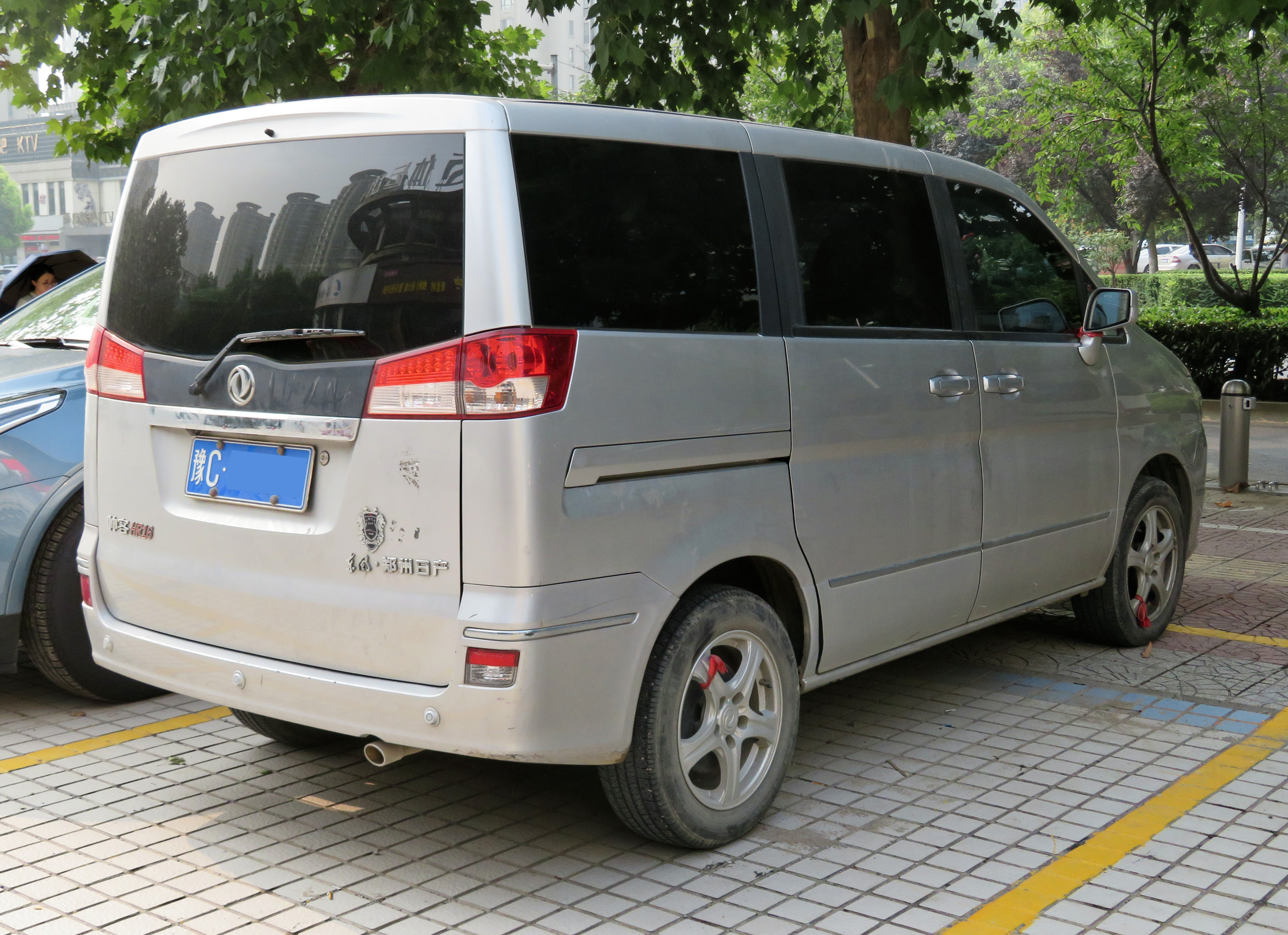
Вид сзади

### Фейслифтинг
В 2018 году Dongfeng Succe прошёл фейслифтинг. Изменения коснулись как передней, так и задней части.

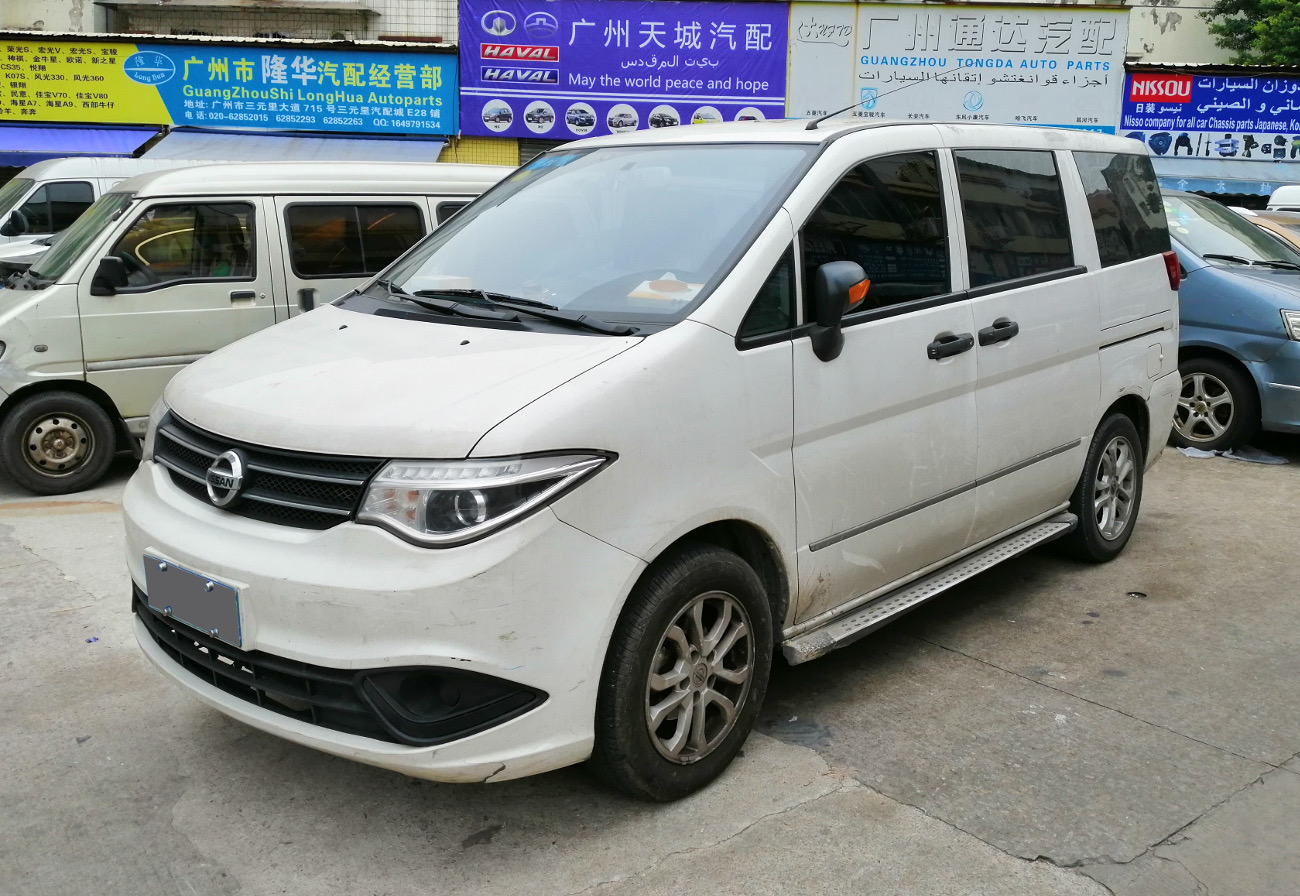
Вид спереди
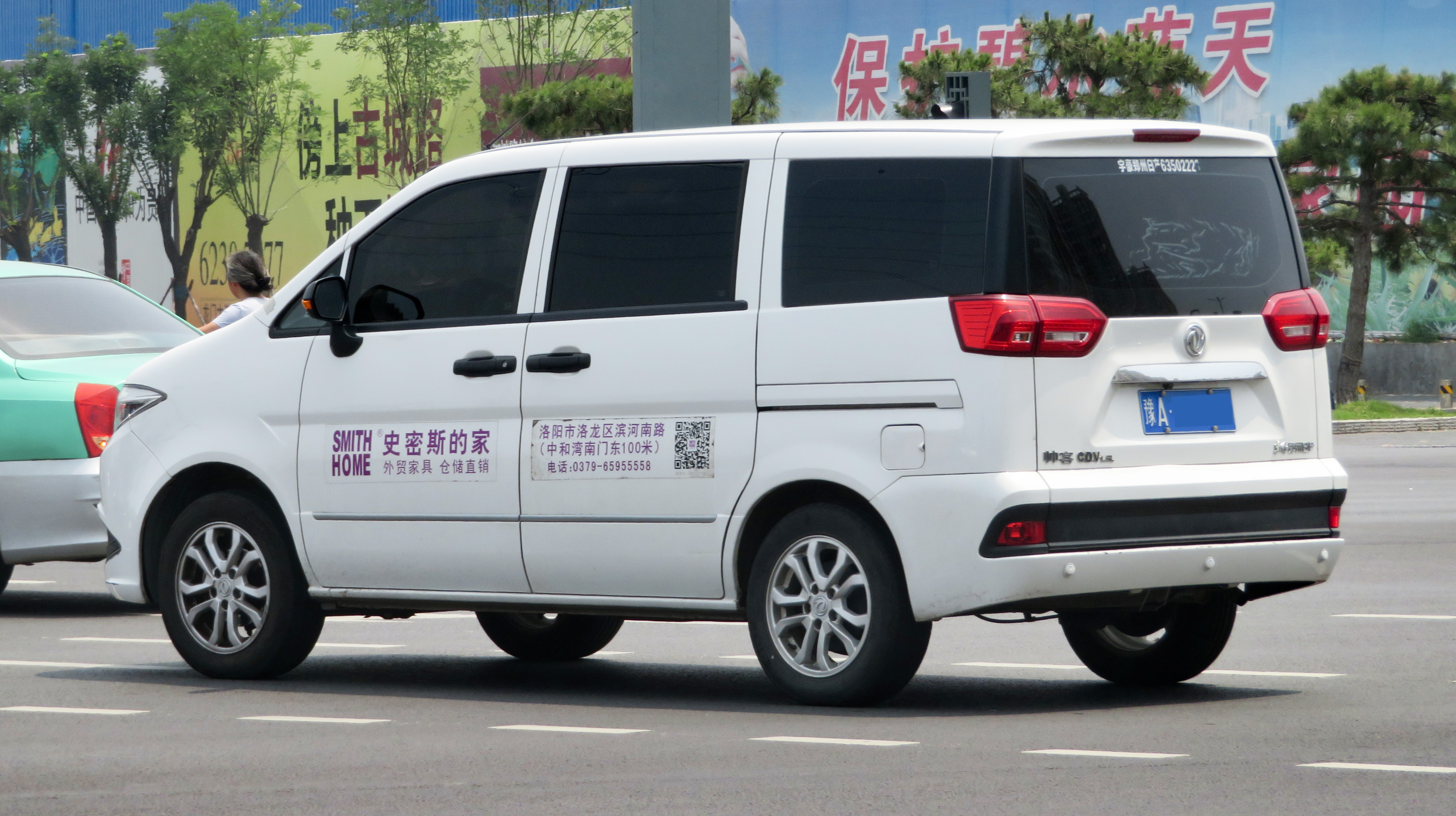
Вид сзади

### Dongfeng Succe EV
Dongfeng Succe EV является электромобилем на базе Dongfeng Succe, представленным в 2018 году на Пекинском автосалоне. Он оснащён электродвигателем мощностью 60 кВт (82 л. с.) и аккумулятором ёмкостью 49,572 кВт·ч, что обеспечивает запас хода от 298 до 301 км.

В 2019 году была проведена модернизация автомобиля. Конфигурация сидений в салоне была изменена с 2+3+2 на 2+2+3, а ёмкость аккумулятора была увеличена до 54,35 кВт·ч, что обеспечивает запас хода 320 км.

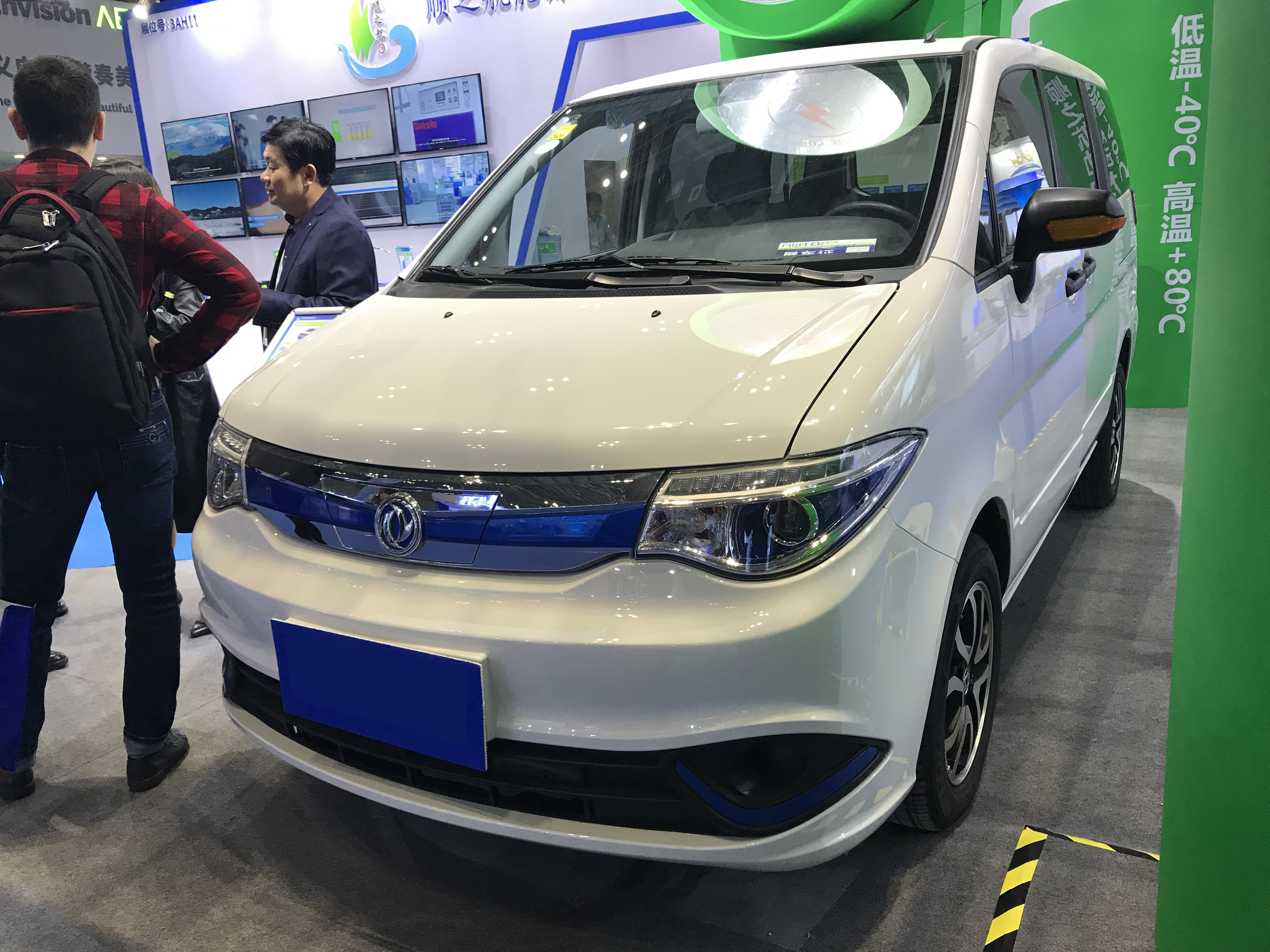
Вид спереди
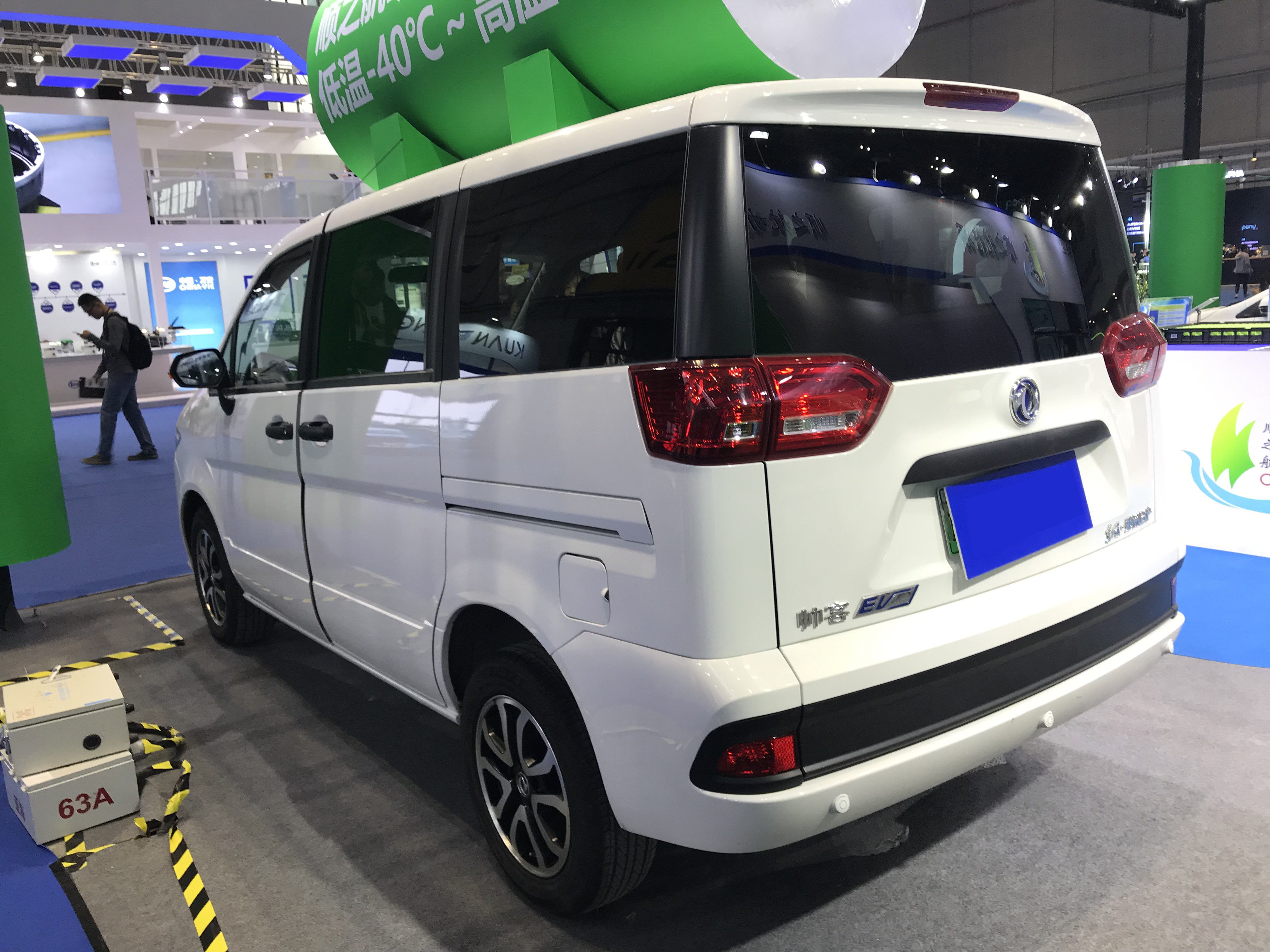
Вид сзади